# منطقه تومبس
منطقه تومبس (به اسپانیایی: Tumbes Region) یک منطقه در پرو است.
مساحت این منطقه  ۴۰۴۵٫۸۶ کیلومتر مربع و جمعیت آن ۱۹۱۷۱۳ نفر است.